# Alaj
Gli Alaj (in kirghiso Алай, Кырка тоо?, Alay, Kırka too; in russo Алайский хребет?, Alajskij chrebet) sono una catena montuosa del sistema Pamir-Alaj situata in Kirghizistan e in parte in Tagikistan.

## Geografia

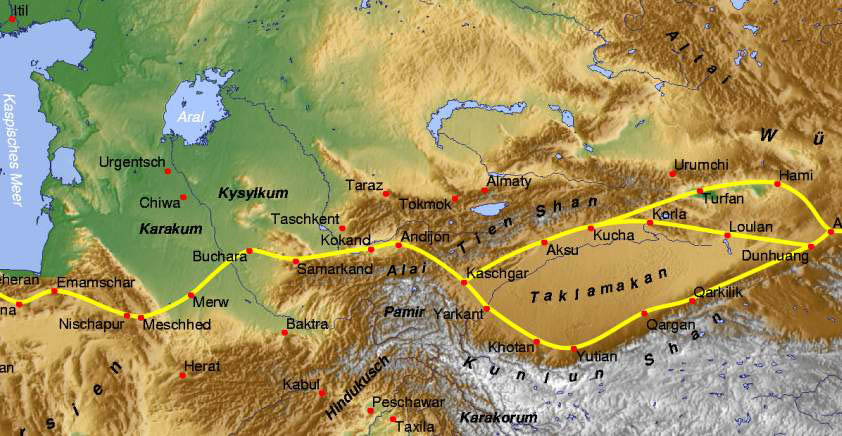

La catena è un'estensione verso ovest del sistema montuoso dei monti Tian Shan, che si allunga per circa 400 km da est ad ovest. La cresta è quasi interamente ricoperta di neve eterna e di ghiacciai. La superficie totale della glaciazione è di 568 km².
L'altezza media degli Alaj è di circa 3000 m. L'altezza massima è quella del Pik Tandykul (5544 m) che si trova sulla linea di confine tra il Kirghizistan e il Tagikistan. Questa catena fa da spartiacque tra le valli del Syr Darya e del Vahš (o Kyzyl-Suu, principale affluente destro dell'Amu Darya), ovvero tra la valle di Fergana e la valle di Alaj. Opposti agli Alaj a sud, sul lato meridionale della valle di Alaj, si trovano i monti Trans-Alaj, con la vetta del picco Ibn Sina, che appartengono al Pamir.
La strada del Pamir che collega Oš, nella valle di Fergana chirghisa, alla regione del Gorno-Badachšan in Tagikistan, attraversa gli Alaj al passo Taldyk (3615 m) e raggiunge Sary Taš nella Valle di Alaj.